# Grand-père au sirop d'érable
Les grands-pères au sirop d'érable, grands-pères dans le sirop ou simplement grands-pères sont des pâtisseries traditionnelles québécoises et acadiennes. On peut retrouver également le terme pépères dans le parler populaire de certaines régions du Québec, dont la Beauce. Cette pâtisserie est notamment servie lors du temps des sucres dans les cabanes à sucre. 

## Description
Les grands-pères sont des pâtisseries pochées, plus ou moins en forme de boule, composées d'une pâte faite de farine, de poudre à pâte (levure chimique), de beurre, de lait et de sucre. Les grands-pères doivent être mis dans du sirop d'érable en ébullition, pour qu'ils en soient imprégnés. Ils sont servis avec le sirop de la cuisson et souvent avec de la crème glacée. Le sirop est composé de sirop d'érable et d'eau, mais la cassonade peut remplacer le sirop, auquel de la vanille peut parfois être ajoutée.
Cette pâtisserie est souvent décrite comme étant des « crêpes en boules », puisqu'il y a plusieurs similarités entre les recettes ou parce qu'il y a une variante utilisant la pâte à crêpe.

## Variantes
Ce dessert possède plusieurs variantes telles que les grands-pères farcis aux pommes, aux framboises, aux fraises ou aux bleuets, avec des pacanes (noix de pécan), ou encore au caramel ou en remplaçant le sirop d'érable par de la cassonade.

## Origine
Ce dessert serait d’origine acadienne et a pris son nom français à son arrivée au Québec. Deux hypothèses sont avancées pour expliquer ce nom. Selon la première, les grands-pères pouvaient manger facilement ce plat, même s'ils n'avaient plus de dents, et l’aspect fripé des boulettes rappelait les traits d'un visage âgé. Selon la deuxième, ce plat était préparé en partie par les grands-pères à qui l'on confiait la tâche facile de brasser le sirop d'érable dans le chaudron.